# Si Hsaien Ben Abderrahmane
Si Hsaien Ben Abderrahmane  (in arabo سي احساين بن عبد الرحمان‎?) è un centro abitato e comune rurale del Marocco situato nella provincia di El Jadida, regione di Casablanca-Settat. Conta una popolazione di 5 990 abitanti (censimento 2014).